# Lamel (celbiologie)
Een lamel kan in de celbiologie verwijzen naar verschillende structuren. Meestal wordt er een dunne membraanlaag of vezellaag mee bedoeld. In principe kan elke dunne laag van organisch materiaal een lamel worden genoemd. Lamellen voeren door hun grote oppervlakte in cellen verschillende functies uit.
Een goed voorbeeld van lamellen is te zien in chloroplasten. Thylakoïd-membranen zijn eigenlijk een groot netwerk van lamellen die onderling samenwerken, en gedifferentieerd zijn in verschillende lamellaire domeinen. Met dit lamellaire systeem kunnen planten zonlicht omzetten in energie. Ook binnen mitochondriën is een complex netwerk van lamellen te vinden. Dit netwerk dient voornamelijk voor oppervlaktevergroting om aerobe dissimilatie zo gunstig mogelijk plaats te laten vinden.